# Elecciones al Congreso de los Diputados de 2011 (Madrid)
Las elecciones al Congreso de los Diputados de 2011 se celebraron en la Comunidad de Madrid el domingo 20 de noviembre, como parte de las elecciones generales convocadas por Real Decreto dispuesto el 26 de septiembre de 2011 y publicado en el Boletín Oficial del Estado el día siguiente. Se eligieron los 36 diputados del Congreso correspondientes a la circunscripción electoral de Madrid, mediante un sistema proporcional (método d'Hondt) con listas cerradas y un umbral electoral del 3%.

## Resultados
Cuatro listas obtuvieron representación: la candidatura del Partido Popular (PP), que obtuvo 19 escaños, la del Partido Socialista Obrero Español (PSOE), con 10 escaños, la de Unión Progreso y Democracia (UPyD), con 4 escaños, y la de Izquierda Unida (IU), con 3 escaños. El escrutinio completo y definitivo se detalla a continuación.
| Candidatura                                          | Candidatura                                             | Votos     | %                               | Escaños                         |
| ---------------------------------------------------- | ------------------------------------------------------- | --------- | ------------------------------- | ------------------------------- |
|                                                      | Partido Popular (PP)                                    | 1 719 709 | 50,97                           | 19                              |
|                                                      | Partido Socialista Obrero Español (PSOE)                | 878 724   | 26,05                           | 10                              |
|                                                      | Unión Progreso y Democracia (UPyD)                      | 347 354   | 10,30                           | 4                               |
|                                                      | Izquierda Unida-Los Verdes: La Izquierda Plural (IU-LV) | 271 209   | 8,04                            | 3                               |
| Equo (Equo)                                          | Equo (Equo)                                             | 65 169    | 1,93                            | 0                               |
| Partido Animalista Contra el Maltrato Animal (PACMA) | Partido Animalista Contra el Maltrato Animal (PACMA)    | 13 136    | 0,39                            | 0                               |
| Escaños en Blanco (EB)                               | Escaños en Blanco (EB)                                  | 12 877    | 0,38                            | 0                               |
| Foro de Ciudadanos (FAC)                             | Foro de Ciudadanos (FAC)                                | 6645      | 0,20                            | 0                               |
| Por Un Mundo Más Justo (PUM+J)                       | Por Un Mundo Más Justo (PUM+J)                          | 5314      | 0,16                            | 0                               |
| Coalición «Anticapitalistas» (Anticapitalistas)      | Coalición «Anticapitalistas» (Anticapitalistas)         | 4268      | 0,13                            | 0                               |
| Partido Comunista de los Pueblos de España (PCPE)    | Partido Comunista de los Pueblos de España (PCPE)       | 3815      | 0,11                            | 0                               |
| Partido Humanista (PH)                               | Partido Humanista (PH)                                  | 2706      | 0,08                            | 0                               |
| Reoublicanos (RPS)                                   | Reoublicanos (RPS)                                      | 2183      | 0,06                            | 0                               |
| Partido Obrero Socialista Internacionalista (POSI)   | Partido Obrero Socialista Internacionalista (POSI)      | 1723      | 0,05                            | 0                               |
| Partido de la Libertad Individual (P-Lib)            | Partido de la Libertad Individual (P-Lib)               | 1655      | 0,05                            | 0                               |
| Solidaridad y Autogestión Internacionalista (SAIn)   | Solidaridad y Autogestión Internacionalista (SAIn)      | 1350      | 0,04                            | 0                               |
| Unificación Comunista de España (UCE)                | Unificación Comunista de España (UCE)                   | 875       | 0,03                            | 0                               |
| Votos en blanco                                      | Votos en blanco                                         | 35 093    | 1,04                            | n/a                             |
| Votos válidos                                        | Votos válidos                                           | 3 373 805 | 100,00                          | 36                              |
| Votos nulos                                          | Votos nulos                                             | 35 526    | Participación: \| \| 73,25 % \| | Participación: \| \| 73,25 % \| |
| Votantes                                             | Votantes                                                | 3 409 331 | Participación: \| \| 73,25 % \| | Participación: \| \| 73,25 % \| |
| Electores                                            | Electores                                               | 4 653 779 | Participación: \| \| 73,25 % \| | Participación: \| \| 73,25 % \| |
|                                                      | 73,25 %                                                 |           |                                 |                                 |

## Diputados electos
Relación de diputados electos:
| N.º | Nombre                                   | Lista | Lista |
| --- | ---------------------------------------- | ----- | ----- |
| 1   | Mariano Rajoy Brey                       |       | PP    |
| 2   | Alfredo Pérez Rubalcaba                  |       | PSOE  |
| 3   | María Soraya Sáenz de Santamaría Antón   |       | PP    |
| 4   | Ana Mato Adrover                         |       | PP    |
| 5   | Elena Valenciano Martínez-Orozco         |       | PSOE  |
| 6   | Alberto Ruiz-Gallardón Jiménez           |       | PP    |
| 7   | Rosa María Díez González                 |       | UPyD  |
| 8   | Miguel Arias Cañete                      |       | PP    |
| 9   | Tomás Valeriano Gómez Sánchez            |       | PSOE  |
| 10  | Santiago Cervera Soto                    |       | PP    |
| 11  | Cayo Lara Moya                           |       | IU-LV |
| 12  | Juan Carlos Vera Pró                     |       | PP    |
| 13  | María Cristina Narbona Ruiz              |       | PSOE  |
| 14  | Ignacio Esteban Astarloa Huarte-Mendicoa |       | PP    |
| 15  | Beatriz Rodríguez-Salmones Cabeza        |       | PP    |
| 16  | Rafael Simancas Simancas                 |       | PSOE  |
| 17  | Carlos Martínez Gorriarán                |       | UPyD  |
| 18  | Cayetana Álvarez de Toledo Peralta Ramos |       | PP    |
| 19  | Francisco José Villar García Moreno      |       | PP    |
| 20  | Antonio Hernando Vera                    |       | PSOE  |
| 21  | Teófilo de Luis Rodríguez                |       | PP    |
| 22  | Ascensión de las Heras Ladera            |       | IU-LV |
| 23  | María Teresa de Lara Carbó               |       | PP    |
| 24  | Rosa Delia Blanco Terán                  |       | PSOE  |
| 25  | Carlos Aragonés Mendiguchía              |       | PP    |
| 26  | Álvaro Anchuelo Crego                    |       | UPyD  |
| 27  | Eva Durán Ramos                          |       | PP    |
| 28  | José Enrique Serrano Martínez            |       | PSOE  |
| 29  | Gabriel Elorriaga Pisarik                |       | PP    |
| 30  | María Carmen Álvarez-Arenas Cisneros     |       | PP    |
| 31  | Diego López Garrido                      |       | PSOE  |
| 32  | Mario Mingo Zapatero                     |       | PP    |
| 33  | María Luz Bajo Prieto                    |       | PP    |
| 34  | María Caridad García Álvarez             |       | IU-LV |
| 35  | Ángeles Álvarez Álvarez                  |       | PSOE  |
| 36  | Irene Lozano Domingo                     |       | UPyD  |